# DN Galan 2018
Bauhaus-Galan 2018 byl lehkoatletický mítink, který se konal 10. června 2018 ve švédském městě Stockholm. Byl součástí série mítinků Diamantová liga. 

## Výsledky

### Muži
| Disciplína            | 1. místo                      | 2. místo                | 3. místo              |
| Běh na 200 m          | Ramil Guliyev 19,92           | Aaron Brown 20,07       | Luxolo Adams 20,36    |
| Běh na 5000 m         | Selemon Barega 13:04,05       | Birhanu Balew 13:04,25  | Abadi Hadis 13:06,76  |
| Běh na 400 m překážek | Abderrahman Samba 47,41       | Karsten Warholm 47,81   | Yasmani Copello 48,91 |
| Skok o tyči           | Armand Duplantis 586 cm       | Sam Kendricks 581 cm    | Piotr Lisek 576 cm    |
| Skok daleký           | Juan Miguel Echevarría 883 cm | Jeff Henderson 839 cm   | Luvo Manyonga 825 cm  |
| Hod diskem            | Fedrick Dacres 69,67 m        | Andrius Gudžius 69,59 m | Ihsan Hadádí 67,68 m  |

### Ženy
| Disciplína            | 1. místo                     | 2. místo                   | 3. místo                    |
| Běh na 100 m          | Dina Asherová-Smithová 10,93 | Murielle Ahouréová 11,03   | Michelle-Lee Ahyeová 11,11  |
| Běh na 400 m          | Salvá Ajd Násirová 49,84     | Phyllis Francisová 50,07   | Jessica Beardová 50,55      |
| Běh na 1500 m         | Gudaf Tsegayová 3:57,64      | Laura Muirová 3:58,53      | Rababe Arafiová 4:00,28     |
| Běh na 100 m překážek | Brianna McNealová 12,38      | Danielle Williamsová 12,48 | Alina Talajová 12,55        |
| Skok vysoký           | Marija Lasickeneová 200 cm   | Mirela Demirevová 200 cm   | Erika Kinseyová 194 cm      |
| Skok daleký           | Lorraine Ugenová 685 cm      | Malaika Mihambo 685 cm     | Christabel Netteyová 683 cm |